# Брестовац Огулински
Брестовац Огулински је бивше насељено место у саставу града Огулина, у Горском Котару, Република Хрватска.

## Историја
До нове територијалне организације налазило се у саставу бивше велике општине Огулин. Насеље је на попису 2001. године укинуто и припојено насељу Хрељин Огулински.

## Становништво
| Националност       | 1991.        | 1981.        | 1971.        | 1961.      |
| Срби               | 130 (91,54%) | 128 (85,33%) | 152 (93,25%) | 156 (100%) |
| Хрвати             | 9 (6,33%)    | 1 (0,66%)    | 4 (2,45%)    | 0          |
| Југословени        | 0            | 21 (14,00%)  | 1 (0,61%)    | 0          |
| остали и непознато | 3 (2,11%)    | 0            | 6 (3,68%)    | 0          |
| Укупно             | 142          | 150          | 163          | 156        |

- напомене:

До 1900. исказивано под именом Брестовац. Од 1857. до 1880. подаци су садржани у насељу Витуњ. У 2001. припојено насељу Хрељин Огулински. Види напомену под Хрељин Огулински.